# Sextus Hermetidius Campanus
Sextus Hermetidius Campanus was een Romeins senator aan het eind van de eerste eeuw.
Op 28 december 93 (onder keizer Domitianus) was hij in functie als legatus Augusti pro praetore van Judea. Daarbij had hij het Legio X Fretensis onder zijn bevel. Hoelang Campanus het ambt bekleed heeft, valt uit de beschikbare historische gegevens niet met zekerheid vast te stellen, maar uit het gegeven dat dit ambt een springplank vormde naar het consulaat, wordt wel opgemaakt dat Campanus tot 97 in Judea bleef.
Vermoedelijk was hij in 97, onder keizer Nerva, consul suffectus. De lijst met consuls waarop men deze gedachte baseert, is ter plaatse beschadigd, maar de letters Se (van het praenomen Sextus) zijn leesbaar. Over het algemeen neemt men aan dat Hermetidius Campanus bedoeld is, maar de identificatie is niet zeker.